# Джексон, Филип (скульптор)
Филип Генри Кристофер Джексон (англ. Philip Henry Christopher Jackson , род 18 апреля 1944 г. Инвернесс, Шотландия, Великобритания) - современный шотландский скульптор. 

## Жизнь и творчество
Филип Джексон изучал живопись и скульптуру в Школе искусств города Фарнэм (Farnham School of Art). Окончил Бристольский университет.  После окончания учёбы в течение года работал фото-журналистом, затем уже как скульптор - в дизайнерской фирме. Автор в первую очередь крупноформатных скульптурных композиций и монументов. Среди выдающихся мастеров современности, оказавших влияние на творчество Ф.Джексона, следует в первую очередь назвать Огюста Родена, Якоба Эпштейна и Оскара Немона. Памятники, установленные на улицах и площадях, под открытым небом, близки к произведениям Генри Мура и Кеннета Армитеджа.
Скульптор живёт и работает в городке Мидхёрст, графство Западный Суррей, в художественной студии Эдварда Лоуренса (Edward Lawrence Studio in Mithurst). В 2009 году за заслуги в области в области культуры он был награждён орденом королевы Виктории (коммандор ордена королевы Виктории).

## Избранные работы
- Памятник участникам войны на Фолклендских островах, Портсмут (1992)
- Дельфин и пловец (скульптурный фонтан, 1992), Сент-Хелиер, о.Джерси
- Памятник В.А.Моцарту Лондон (1994)
- Памятник юбилею освобождения острова Джерси во Второй мировой войне, Сент-Хелиер, о. Джерси (1995)
- Памятник непальским солдатам-гуркхам , Лондон (1997)
- Памятники Раулю Валленбергу, Лондон и Буэнос-Айрес (1997)
- Памятник Константину Великому, кафедральный собор, Йорк (1998)
- Минерва, Фестивальный театр, Чичестер (1998)
- Приговор Христу, кафедральный собор, Чичестер (1998)
- Статуя императрицы Елизаветы Австрийской (Сиси), Женева (1998)
- Памятник святому Ричарду Чичестерскому, кафедральный собор, Чичестер (2000)
- Конная статуя королевы Елизаветы Второй, дворцовый парк в Виндзоре (2003)
- Памятник художнику Теренсу Кунео, Ватерлоо-станция, Лондон (2003)
- Чемпионы, Аптон-парк, Лондон (2003)
- Архангел Гавриил, церковь Сент-Мэри, Саут-Хартинг, Вест-Суррей
- Мемориал королевы-матери (Queen Mother Memorial), Лондон (2009)

## Галерея

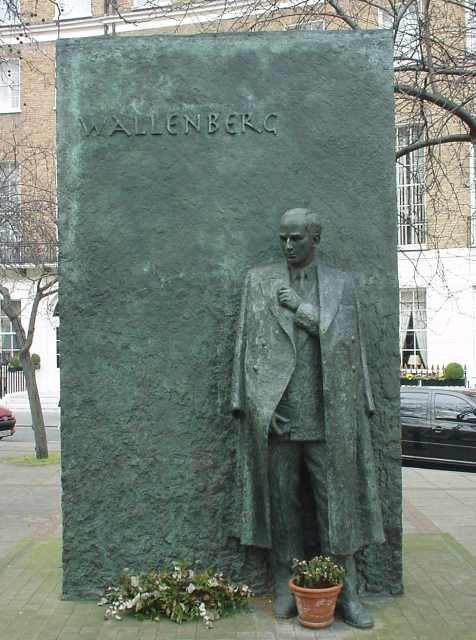
Памятник Раулю Валленбергу, Лондон
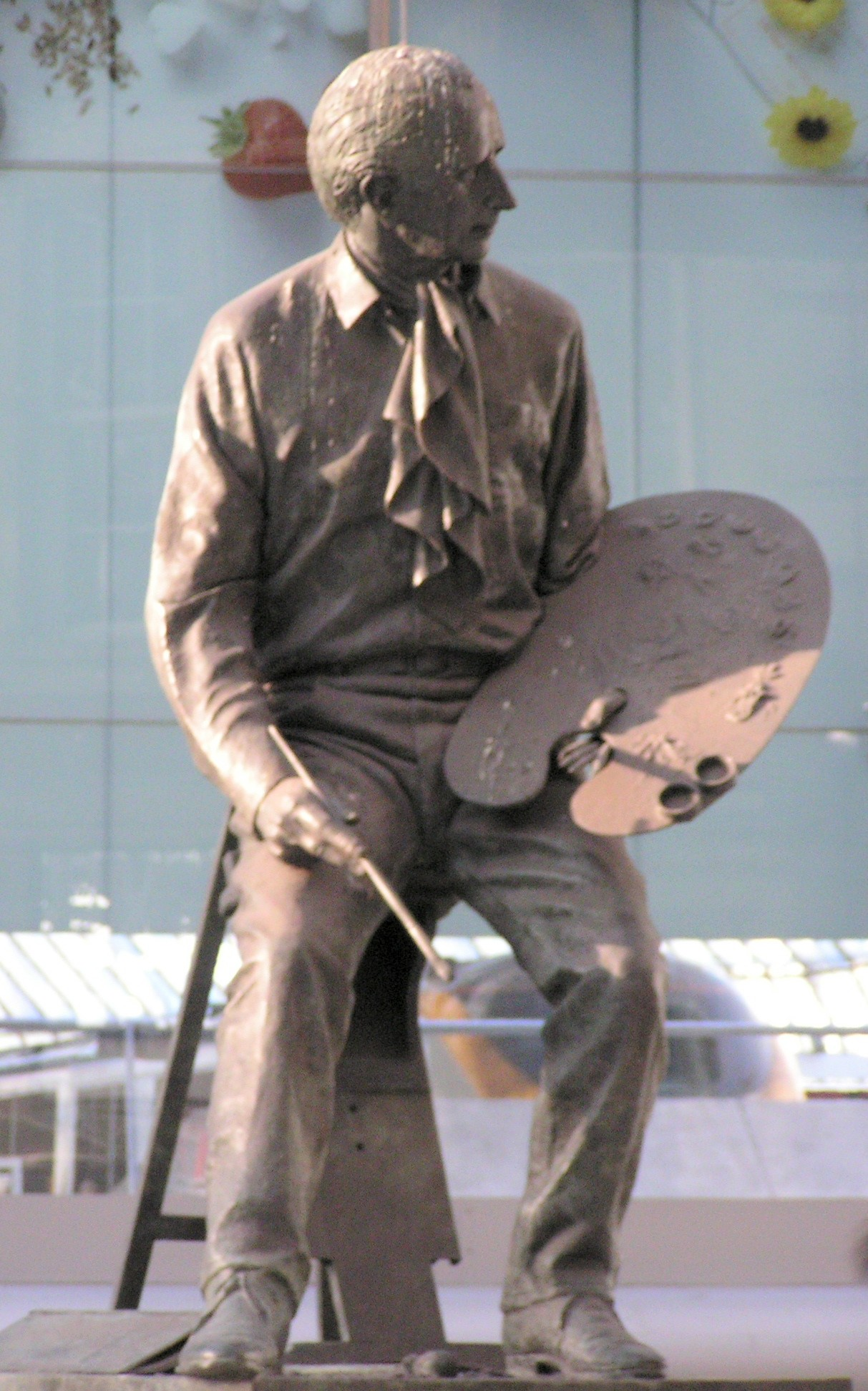
Памятник Теренсу Кунео, Лондон
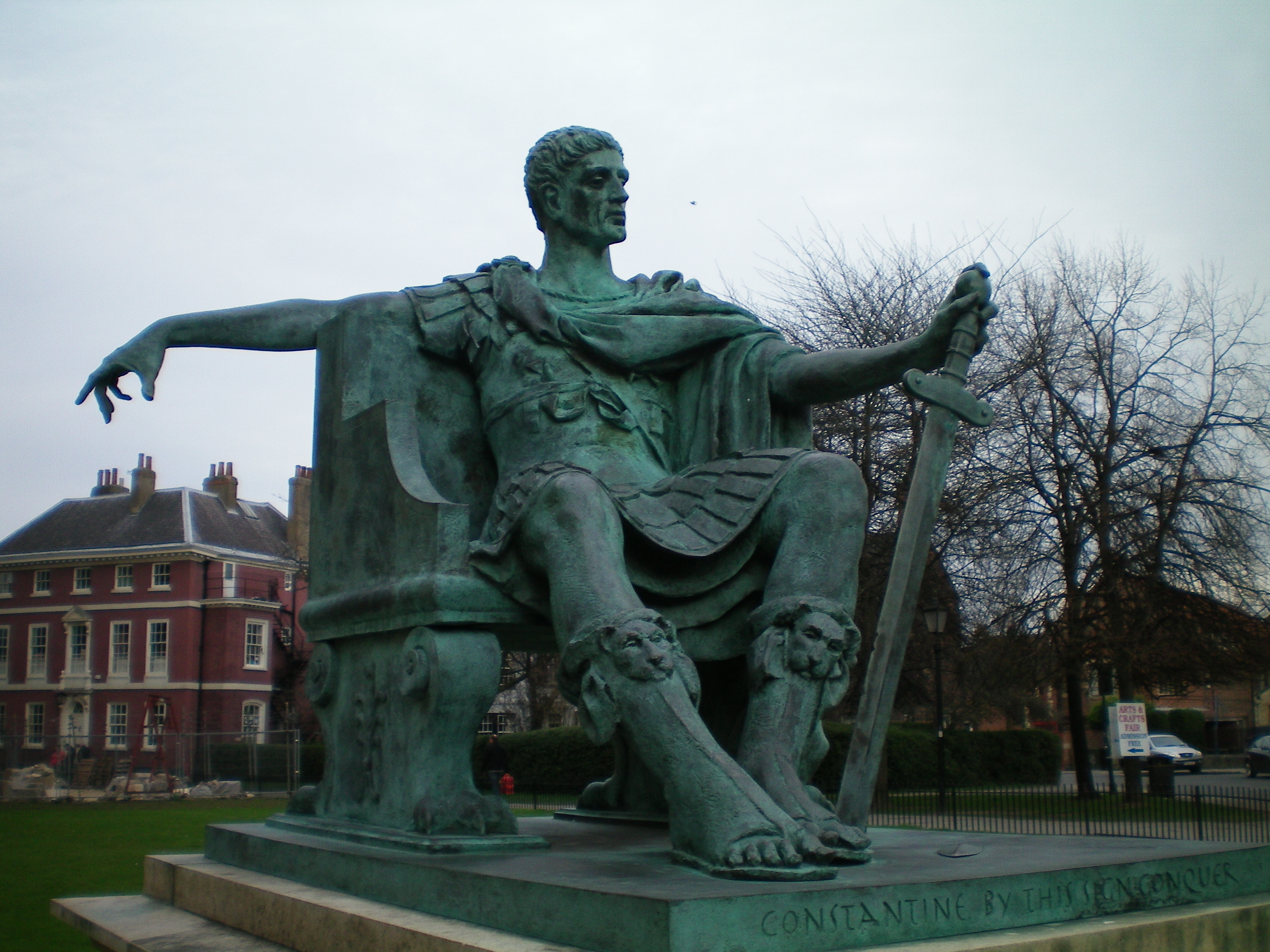
Памятник римскому императору Константину Великому в Йорке
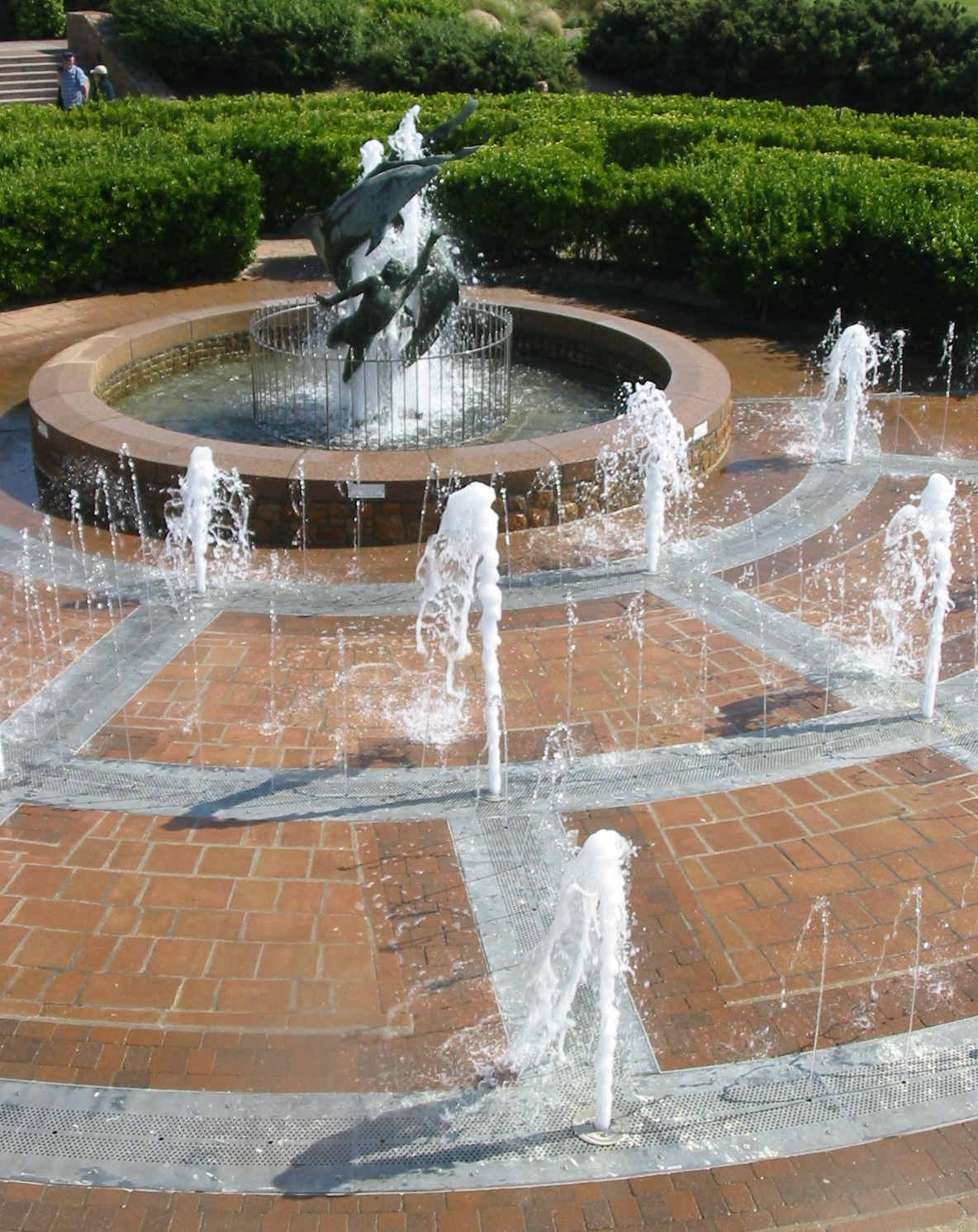
Фонтан Дельфин и пловец, Сент-Хелиер
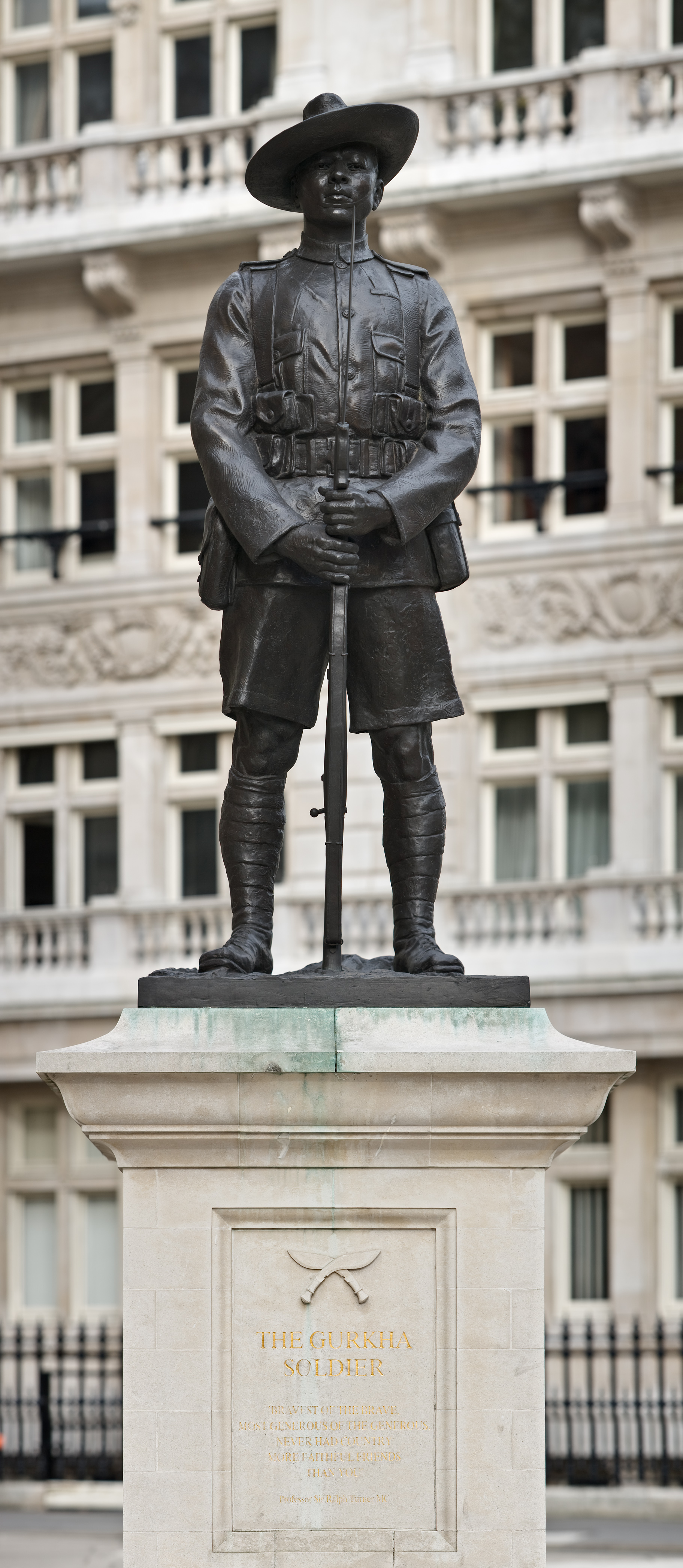
Монумент солдатам-гуркха, Лондон
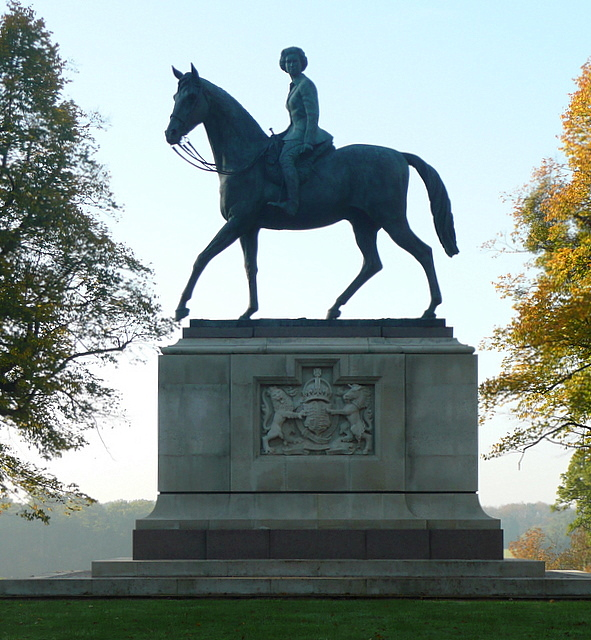
Конная статуя королевы Елизаветы II, Виндзор.

## Дополнения
- Сайт скульптора